# Kelly Wood
Kelly Wood (* 1962, Toronto) je kanadská vizuální umělkyně a fotografka z Toronta, Ontario. Své umělecká praxi se primárně věnuje ve Vancouveru, B. C. a Londonu v Ontariu.

## Vzdělávání
Wood získala diplom na Emily Carr University of Art and Design v roce 1988 a titul M. F. A. na Univerzitě Britské Kolumbie v roce 1996. Při studiu na Univerzitě Britské Kolumbie fotografka absolvovala hodiny umělců z Vancouver School Jeffa Walla a Iana Wallace.

## Kariéra
Woodova praxe se primárně zaměřuje na fotografii z feministické perspektivy a byla považována za její živé „fotografické manévry“. V roce 1996 měla Wood svou první samostatnou komerční výstavu v Catriona Jeffries Gallery.
Wood byla oceněna za svou výstavu Continuous Garbage Project: 1998–2003, vystavenou v Morris and Helen Belkin Art Gallery a Catriona Jeffries Gallery. Součástí projektu byly fotografie průhledných pytlů na odpadky pořízené v průběhu pěti let. Prostřednictvím výstavy Wood zkoumala práci, řemeslo a fotografii s fotografiemi „připomínajícími fotografie Man Raye o ‚rozmnožování prachu‘.“ Wood napsal články pro Border Crossings, včetně recenze práce Stana Douglase s názvem „Still Supplementation: Stan Douglas's Cuba Photographs“. Wood je v současné době profesorem na Western University v Londýně, Ontario.

### Umělecká spolupráce
V roce 2008 Wood spolupracovala s polskou umělkyní Monikou Grzymalou na site specific instalaci v Catriona Jefferies Gallery. Výstava spojila digitální pozadí polské umělkyně s fotografií Woodové a vytvořila instalaci s názvem Binary Sound System. V roce 2013 Wood spolupracovala s kanadskou umělkyní Kelly Jazvac v Diaz Contemporary Gallery v Torontu na výstavě s názvem „Impel with Puffs“. Výstava spojila její fotografickou tvorbu s Jazvacovým „zachráněným vinylem [sochami]“. Wood také vystavovala s umělci jako například: Myfanwy Macleod, Ron Terada nebo Joko Takašima.

### Vybrané výstavy
- 2010 – Vancouverská umělecká galerie, Everything Everyday, Vancouver, Britská Kolumbie[6]
- 2008 – Catriona Jeffries Gallery, Kelly Wood / Monika Grzymala (kurátorka: Jessie Caryl), Vancouver, Britská Kolumbie
- 2003 – Morris and Helen Art Belkin Gallery, The Continuous Garbage Project: 1998–2003, Vancouver, Britská Kolumbie
- 1999 – Ontarijská umělecká galerie, Waste Management, (kurátorka: Christina Ritchie), Toronto, Ontario[2]
- 1991 – Front Gallery, LURCH, Vancouver, Britská Kolumbie

### Veřejné sbírky
- Museum London, London, Ontario[7]
- McIntosh Gallery, Western University, London, Ontario
- Vancouver Art Gallery, Vancouver, Britská Kolumbie[8]
- Ontarijská umělecká galerie, Toronto, Ontario
- Kanadské muzeum současné fotografie, Ottawa, Ontario[9]
- Muzeum současného kanadského umění, Toronto, Ontario
- The Canada Council Art Bank, Ottawa, Ontario

## Ocenění
V roce 2003 vyhrála výroční cenu Shadbolt Foundation VIVA Award spolu s umělcem Geoffrey Farmerem.